# Afrika-Schlangenhalsvogel

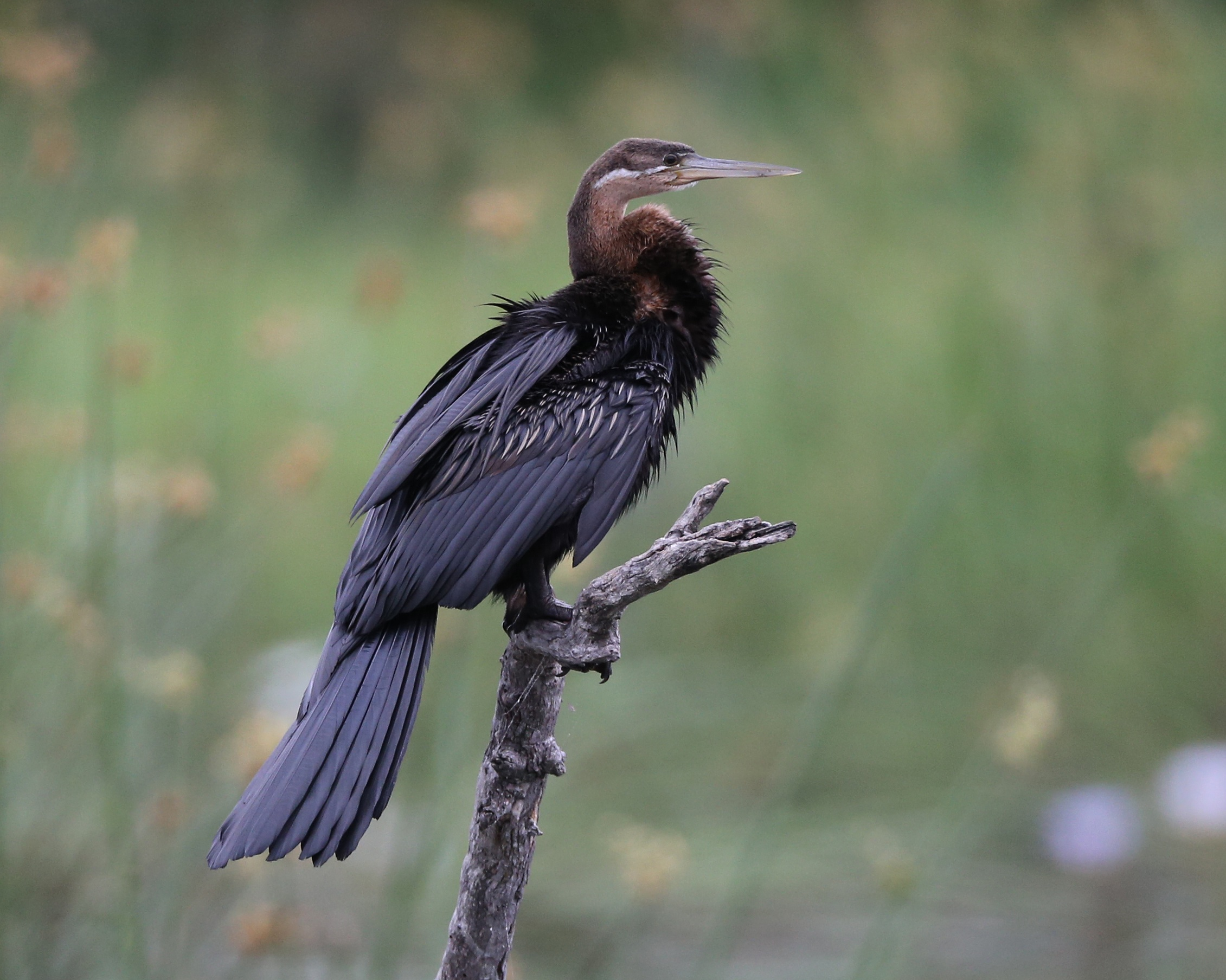
Beim Weibchen und bei Jungvögeln ist das Federkleid matter gefärbt.

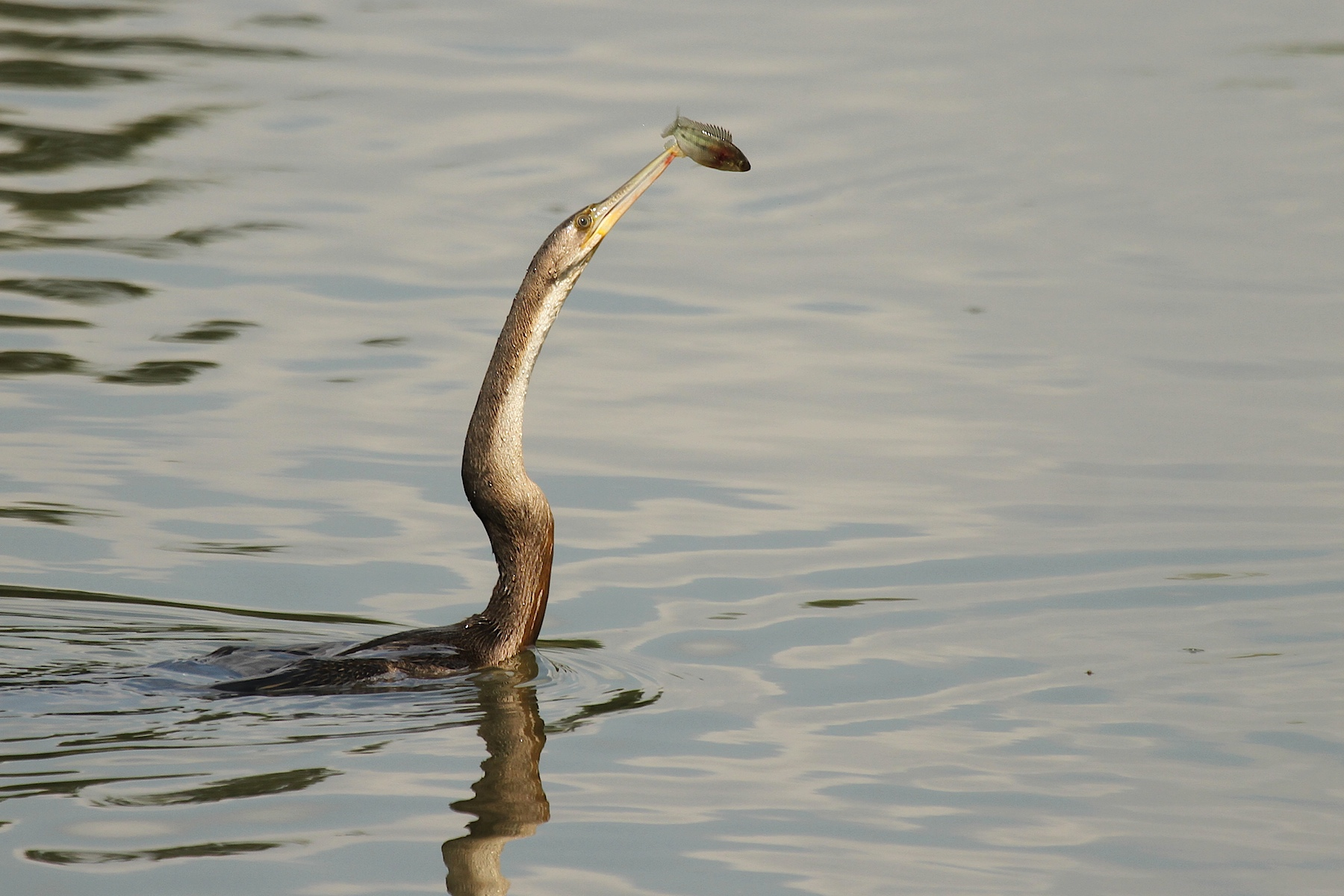
Afrika-Schlangenhalsvogel mit aufgespießtem Fisch

Der Afrika-Schlangenhalsvogel (Anhinga rufa) auch Afrikanische Schlangenhalsvogel ist eine Vogelart aus der Familie der Schlangenhalsvögel (Anhingidae). Er galt früher als Unterart des Orient-Schlangenhalsvogels, ist aber seit 2005 als eigenständige Art anerkannt. Er besiedelt Gewässer und Feuchtgebiete in Afrika südlich der Sahara. Die Art kommt auch im Zweistromland und auf Madagaskar vor. In der Türkei, wo sie bis ins 20. Jahrhundert brütete, ist sie ausgestorben.

## Beschreibung
Der Afrika-Schlangenhalsvogel wird zwischen 85 und 97 cm lang und weist eine Flügelspannweite zwischen 116 und 128 cm auf. Die Schnabellänge beträgt zwischen 7,1 und 8,7 cm, das Gewicht liegt zwischen 1,17 und 1,35 kg.
Das Körpergefieder ist großenteils dunkel bis schwärzlich. Kopf und Hals sind bis auf die Schultern rotbraun, wobei die Oberseite deutlich dunkler ist. An den Kopfseiten und ein Stück den Hals hinunter befindet sich ein weißer Streifen, dessen Federn zur Brutzeit verlängert sind. Die Kehle ist beim Männchen zur Brutzeit grünlich schwarz. Die Schulterfedern sind lanzettförmig verlängert. Auf den Hand- und Armdecken befinden sich helle Schaftstriche, die auf dem ausgebreiteten Flügel ein helles Band formen. Im Unterschied zu den nahe verwandten Arten Orient-Schlangenhalsvogel (Anhinga melanogaster) und Austral-Schlangenhalsvogel (A. novaehollandiae) sind sie eher messer- als zungenförmig. Schnabel, Beine und Füße können sehr variabel gefärbt sein.
Bei Männchen im Brutkleid sind die schwarzen Partien tiefschwarz und bisweilen sehr glänzend. Weibchen sind wesentlich matter gefärbt. Vögel im Jugendkleid ähneln den Weibchen, jedoch sind die beim Weibchen weißen Partien eher gelblich braun, die schwarzen eher braun.

## Geografische Variation
Es werden drei Unterarten anerkannt:
- A. r. rufa (Daudin, 1802) – Afrika südlich der Sahara
- A. r. vulsini Bangs, 1918 – Madagaskar
- A. r. chantrei (Oustalet, 1882) – südliches Zweistromland, in der Türkei ausgestorben

## Verbreitung und Bestand

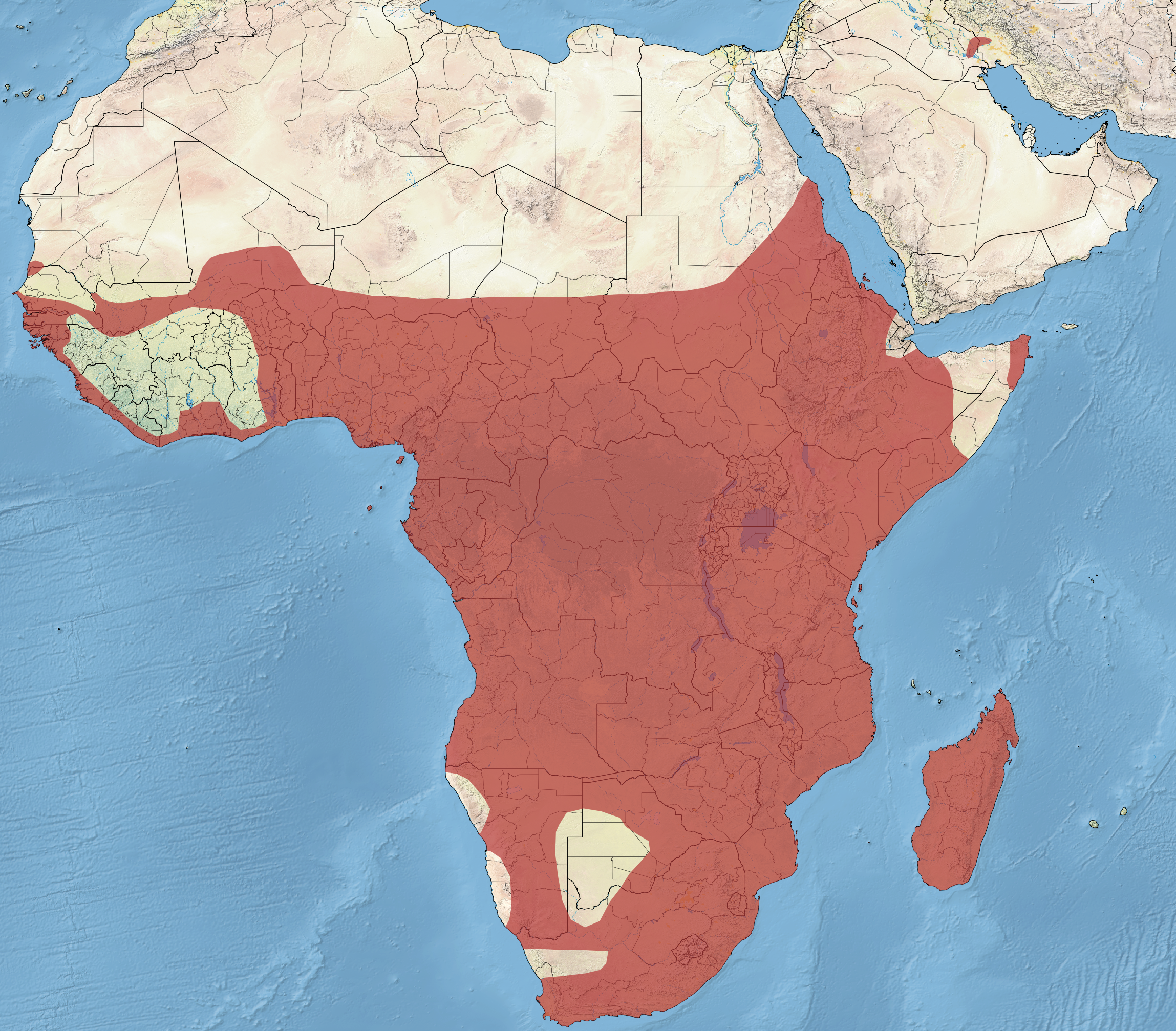
Brutverbreitung des Afrika-Schlangenhalsvogels

Der Afrika-Schlangenhalsvogel besiedelt nahezu ganz Afrika südlich der Sahara mit einigen Verbreitungslücken im Westen, am Horn von Afrika und im Süden. Auch Madagaskar ist besiedelt. Eine Restpopulation besiedelt das südliche Zweistromland im Süden des Irak und Iran. In der südlichen Türkei, wo die Art ehemals am Amik Golü häufig war, ist sie im Laufe des 20. Jahrhunderts ausgestorben, da die Lebensräume trockengelegt wurden.
Die Art ist in Afrika nicht selten oder lokal häufig und ist im Gesamtbestand nicht bedroht. Teilweise gibt es große Kolonien wie im Westen von Tansania, wo in Changana 10.000 Paare brüten oder im Senegaldelta in Mauretanien, wo 450 Paare gezählt wurden.

## Wanderungen
Die Art ist für gewöhnlich Standvogel. Lokal kann es aber bei anhaltender Trockenheit zu Wanderbewegungen kommen. Die Art wurde zweimal als Irrgast in Marokko festgestellt.

## Lebensraum
Der Afrika-Schlangenhalsvogel besiedelt hauptsächlich ruhige und seichte Binnengewässer wie Süßwasser- oder Natronseen, langsam fließende Flüsse, Sümpfe oder Stauseen. In Flussdeltas,  Brackwasserbereichen und Mangroven oder an Lagunen ist die Art seltener zu finden. Als Habitatausstattung müssen zerstreute Urwaldriesen, galerieartiger Baumbestand oder dicht bewachsene Inselchen vorhanden sein.

## Ernährung
Der Afrika-Schlangenhalsvogel ernährt sich vorwiegend von Fischen. Das Nahrungsspektrum variiert geografisch. Zu den häufig erbeuteten Arten gehören verschiedene Buntbarsche und Karpfenfische. Auch Amphibien, Schlangen, Wasserschildkröten und wasserlebende Wirbellose wie Insekten, Krebs- und Weichtiere.  Wie alle Schlangenhalsvögel erbeutet er Fische, indem er sie unter Wasser belauert und mit dem Schnabel aufspießt, aber nicht über längere Strecken verfolgt.

## Fortpflanzung

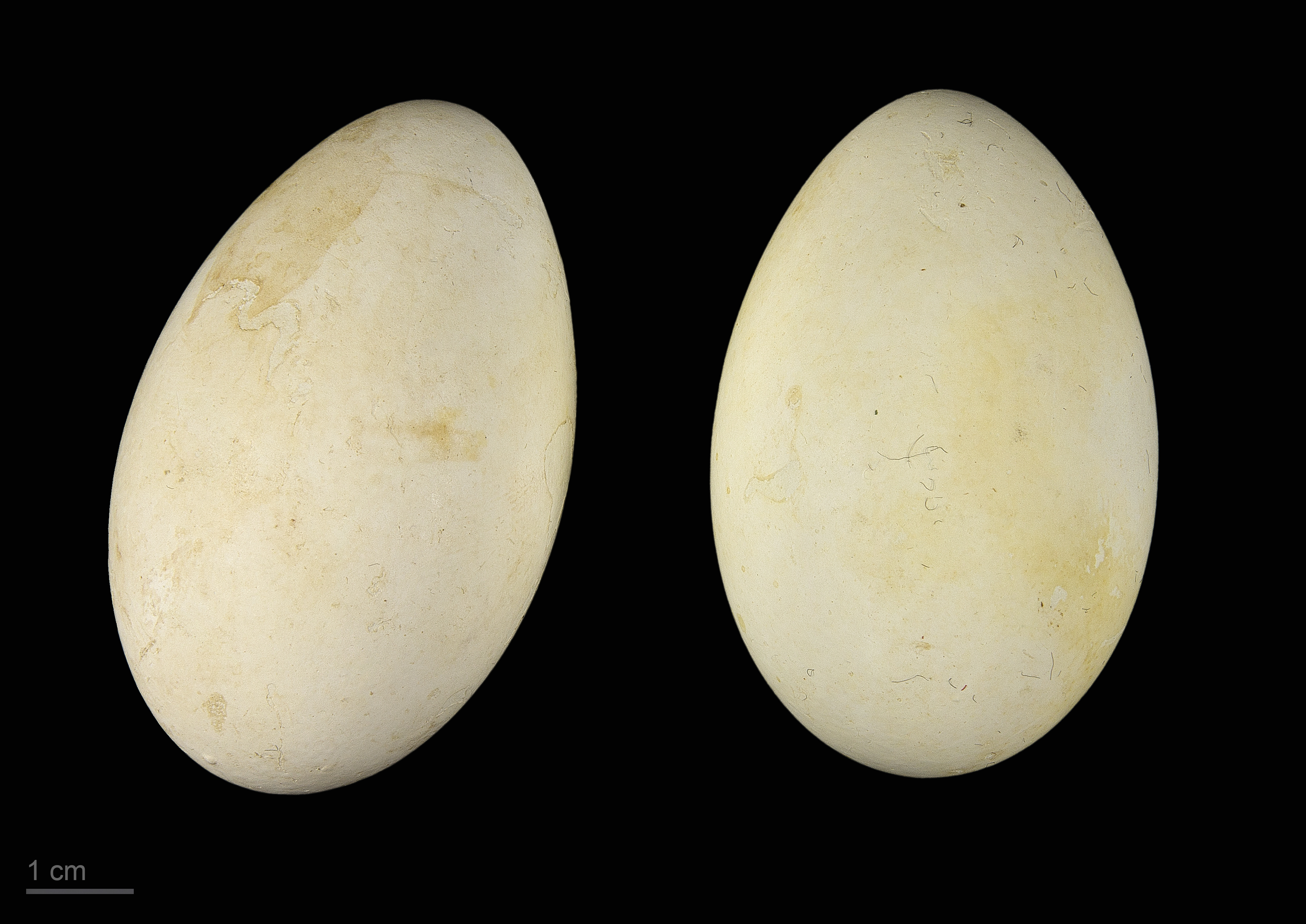
Gelege der Unterart Anhinga rufa chantrei im Museum von Toulouse

Die Brutzeit ist in manchen Regionen saisonal ausgeprägt, in anderen erstreckt sie sich über das ganze Jahr. Die Art brütet meist in Kolonien und vergesellschaftet sich dabei auch mit Kormoranen oder Schreitvögeln. Das Nest ist eine Plattform aus Zweigen oder Röhrichtpflanzen, die etwa zwei Meter über dem Wasser steht. Das Gelege besteht aus meist drei bis fünf, seltener zwei bis sechs Eiern, die zwischen 26 und 30 Tage lang bebrütet werden. Die Jungen werden etwa sieben Wochen nach dem Schlüpfen flügge.
Die Geschlechtsreife wird frühestens nach zwei Jahren erreicht. Die maximale Lebensdauer lag in der Natur bei neun, in der Gefangenschaft bei 16 Jahren.